# Hari Rhodes
Pour les articles homonymes, voir Rhodes (homonymie).
Hari Rhodes est un acteur américain, né le 10 avril 1932 à Cincinnati, dans l'Ohio, et mort le 15 janvier 1992 à Canoga Park (États-Unis). Il est principalement connu pour le rôle de Mike Makula dans Daktari. 

## Biographie
Hari Rhodes a grandi dans un quartier pauvre de Cincinnati. Dans une interview à TV Guide en 1968, il a déclaré : "Nous vivions entre la voie ferrée et le fleuve".
A l'âge de quatorze ans, il commence à gagner sa vie en jouant au billard.
Mentant sur son âge, il rejoint les marines à quatorze ans. Pour cela, il a imité la signature de sa mère. Il a combattu à Inchon pendant la guerre de Corée. Il devient membre de l'équipe de judo de son unité pendant deux ans. Il obtient le grade sergent.
En Corée, il dirige un peloton de reconnaissance derrière les lignes ennemies. Il déclare dans une interview : "La fois où j'ai été blessé au réservoir Chosin, un Chinois est venu en courant vers moi", a déclaré Rhodes à TV Guide. "Ma mitraillette Thompson était déchargée. Je l'ai jetée pour qu'il ne tire pas. Son visage souriait presque. Il avait sa baïonnette sur ma poitrine. Il a commencé à me couper les bras. Je l'ai attrapé avec un couteau de 8 pouces."
Il arrive à Hollywood avec douze dollars en poche. Il est employé comme balayeur pour un dollar par jour.
Il obtient le diplôme du conservatoire de musique du Cincinnati College.
Il se marie le 1er août 1964 avec Mimi Christie Segura.
Il devient célèbre en 1966 en incarnant le rôle de Mike Makula (Luke Makula dans la version française) dans la série Daktari. Il succède à Don Marshall dans le rôle de Luke, congédié par la production au bout de trois épisodes. L'ORTF lors du doublage des épisodes a maintenu le prénom de Luke, y ajoutant le nom de famille Makula.
Après la série, on le revoit principalement à la télévision en 1977 dans Racines et au cinéma l'année suivante dans Morts suspectes.
Il est l'auteur de plusieurs livres dont The Chosen Few (publié en 1965) qui relate son expérience en tant que noir dans le corps de marines au dernier dépôt de recrues noir du Corps des Marines à Montford Point. Hari Rhodes a ensuite écrit deux romans inédits : Harambee, sur un homme qui projette de liquider l'ensemble de la population caucasienne du monde, et Land of Odds, sur Hollywood.
Cet article est partiellement traduit du Wikipédia américain.

## Filmographie

### Cinéma
- 1957 : Burden of truth : Joe Hamilton
- 1958 : The Lost Missile : Black Man at Piano
- 1960 : This Rebel Breed (en) de Richard L. Bare : Claude
- 1961 : The Fiercest Heart de George Sherman : Hendrik
- 1961 : Les lauriers sont coupés (Return to Peyton Place) : Arthur, Jackman's Butler
- 1962 : The Nun and the Sergeant (en) de Franklin Adreon : Hall
- 1963 : Drums of Africa (en) : Kasongo
- 1963 : Shock Corridor : Trent
- 1965 : Station 3 ultra secret (The Satan Bug) : Lt. Johnson
- 1965 : Taffy and the Jungle Hunter : Kahli
- 1965 : Mirage : Det. Lt. Franken
- 1965 : Les Yeux bandés (Blindfold) : Captain Davis
- 1972 : La Conquête de la planète des singes (Conquest of the Planet of the Apes) : MacDonald
- 1973 : Detroit 9000 (en) d'Arthur Marks : Sergeant Jesse Williams
- 1978 : Morts suspectes (Coma) : Dr. Morelind
- 1981 : L'Anti-gang (Sharky's Machine) : Highball Mary

### Télévision
- 1959 : Zane Grey Theatre (épisode : Mission) : Trooper Andrew
- 1960 : General Electric Theater (épisode : The Patsy) : Jinks
- 1960 : The detectives (épisode : Longshot) : Tempus
- 1960 : Aventures dans les îles 2 épisodes (saison 1 épisode 28 : The Death-Divers) : Ombomb ; (saison 2 épisode 1 : Open for diving) : Timi
- 1960 : The Westerner (en) (épisode : Line Camp) : Mr. Jones
- 1960 : Have Gun - Will Travel (épisode : The shooting of Jessie May) : Ansel James
- 1961 : King of diamonds (épisode : Alias Willie Hogan) : Otis Movito
- 1961 : Ombres sur le soleil (épisode : The hunters) : M'Boto
- 1963 : La route des rodéos (épisode : The man who ran away) : Chuck Crowley
- 1963 : My Three Sons (épisode : The Clunky kid) : Guard
- 1963 : The Eleventh Hour (en) (épisode : A medecine man in this day and age?) : Charley
- 1963 : Suspicion (épisode : Death of a cop) : The patrolman
- 1963 : Le Fugitif (épisode : Décision sur le ring) : Dan Digby
- 1963 : Breaking Point (épisode : Whatsoever things I hear) : Detective Shaw
- 1964 : Channing (épisode : Another kind of music) : Cicero
- 1964 : Arrest and trial (épisode : People in glass houses) : Det. Victor Hammerlund
- 1964 : Au-delà du réel (épisode : Moonstone) : Lt. Ernie Travers
- 1964 : La Grande Caravane (épisode : The Stark Bluff story) : Jefferson Washington Freeman
- 1964 : Rawhide (épisode : Incident at Seven Fingers) : Cpl. Dunbar
- 1964-1965 : Peyton Place 3 épisodes : Mr. Massey
- 1965 : Profiles in courage (épisode : Frederick Douglass) : Nathan Johnson
- 1962-1965 : Ben Casey 3 épisodes (saison 1 épisode 23 : To a grand and natural finale) : Gunner Garrison ; (saison 4 épisode 6 : For Jimmy, the best of everything) : Dr.Davis) ; (saison 5 épisode 5 : Because of the needle, the haystack was lost) : rôle sans nom
- 1966 : Les Espions  (épisode : Will the real good guy please stand up?) :  Scott #2
- 1966-1969 : Daktari (série TV) : Mike Makula (Luke Makula dans la version française)
- 1969 : Haute tension dans la ville (Deadlock) (TV) : Leslie Washburn
- 1970 : Les Règles du jeu (épisode : The skim game) : Captain Adzuwe
- 1969-1970 : The Bold Ones: The Protectors (série TV) : District Attorney William Washburn
- 1970 : Mannix (épisode : Entre deux mondes) : Minji Obuko
- 1970 : Mission impossible (épisode : Tromperie) : George Corley
- 1971 : Earth II (TV) : Dr. Loren Huxley
- 1972 : O'Hara United States tresory (épisode : Opération White Fire) : Rouchinet
- 1973 : Trouble Comes to Town (TV) : Horace Speare
- 1970-1973 : Sur la piste du crime 2 épisodes (saison 6 épisode 8 : The deadly pact) : Ginger Dodds ; (saison 9 épisode 7 : Fatal reunion) : Ormond
- 1973 : A Dream for Christmas (TV) : Reverend Will Douglas
- 1974 : To Sir, with Love (TV) : Paul Cameron
- 1974 : Vivre libre  (épisode : Elephant trouble) : Dr. Alan Kamante
- 1974 : Dr.Simon Locke (épisode : The militant) : Greg Jarrett
- 1974 : L'homme qui valait trois milliards (épisode : The peeping blonde) : Karl
- 1975 : Cop on the Beat (TV) : Dr. Belding
- 1975 : Matt Helm (TV) (épisode pilote) : Seki
- 1975-1976 : Cannon 3 épisodes (saison 5 épisode 20 : The Investigator) : Mayor Jesse Satterfield ; (saison 5 épisode 18 : Revenge et saison 5 épisode 21 : Snapshot) : Lieutenant Dexter
- 1972-1976 : Les Rues de San Francisco 7 épisodes (saison 1 épisodes 11, 14 et 17 rôle de Charlie Johnson) ; (saison 2 épisode 17 : A string of puppets) : Harry Gates ; (saison 3 épisode 10 : For good or evil) : Karpa ; (saison 5 épisodes 1 et 2 : The thrill killers en deux parties) : Floyd Marsden
- 1976 : Panique en plein ciel (Mayday at 40,000 Feet!) (TV) : Belson
- 1977 : Racines (Roots) (feuilleton TV) : Brima Cesay
- 1976-1977 : Section contre enquête (Most Wanted) (TV)  11 épisodes : Dan Stoddard
- 1977 : The Hostage Heart (en) (TV) : Don Harris
- 1977 : The Hardy Boys/Nancy Drew Mysteries (épisode : Mystery of the Hollywood phantom, part 2) : Lieutenant Astor
- 1977 : Drôles de dames (épisode : Sammy Davis en voit de drôles) : Ben Brody
- 1978 : Super Jaimie (épisode : The antidode) : Chief Inspector Ball
- 1978 : L'Âge de Cristal (Episode 13) : Samuel
- 1978 : Chips (épisode : Crack-Up) : father
- 1978 : No margin for error : Oscar
- 1974-1978 : Police Story  4 épisodes (saison 2 épisode 2 : Requiem for C.Z.Smith) : Sonny DuPrix ; (saison 3 épisode 10 : Vice : 24 hours) : L.C. Madden ; (saison 4 épisode 9 : Oxford Gray) : Borden Gampu ; (saison 5 épisode 6 : No margin for error) : Otis Spencer
- 1976-1977 : Quincy  2 épisodes (saison 1 épisode 1 : Go fight City Hall... to the death) : Deputy Mayor Collins ; (saison 4 épisode 4 : Death by good intentions) : Dr.Phil Moran
- 1978 : A woman called Moses  (mini-série) 2 épisodes : Tavwell Robinson
- 1979 : Wonder woman (épisode : Going, going, gone) : Sheldon Como
- 1979 : Backstairs at the White House (feuilleton TV) : Butler Coates
- 1979 : Salvage 1 (épisode : Operation Breakout) : Pierre
- 1979 : The Runaways (épisode : Wrong Way Street) : Hackett
- 1979 : The White Shadow (épisode : The Cross-Town hustle) : Harmon Reese
- 1980 : Beyond Westworld (épisode : Take-Over) : Commander Riley
- 1981 : Judgment day (téléfilm) : Joseph Pierson
- 1982 : Shérif, fais-moi peur  (épisode : L'horoscope dit vrai) : Agent Ben Jordan
- 1984 : Automan (épisode : Flashes and ashes) : Rollie Dumont
- 1984 : Dynastie  (saison 4 épisode 22 La voix 3e partie) : Detective Taylor
- 1984 : Espion modèle (épisode : The million dollar face) : Jourdan
- 1985 : L'Homme qui tombe à pic (épisode : Rockabye Baby) : Dr.Hubbard
- 1985 : Magnum (saison 5 épisode 22 : La danseuse) : Prison Guard ; (saison 6 épisode 2 : Opération liberté) : Mr.Wanda
- 1990 :La Loi de Los Angeles (épisode : The last gasp) : Federal Judge Emmanuel
- 1990 : Coma (Donor) (TV) : Harry
- 1992 : Murder Without Motive: The Edmund Perry Story (TV)